# Ebráhím Raísí
Ebráhím Raísí (persky ابراهیم رئیسی‎, 14. prosince 1960 Mašhad – 19. května 2024 Východní Ázerbájdžán) byl íránský konzervativní politik, předseda íránského nejvyššího soudu a íránský prezident. Byl ředitelem nadace Astan-e Qods-e Razavi. Od března 2019 zastával funkci předsedy Nejvyššího soudu Íránu a byl vicepředsedou Sněmovny znalců. 3. srpna 2021 složil přísahu a stal se 8. prezidentem Íránu.
Raisí kandidoval na prezidentský úřad už v roce 2017, kdy prohrál s tehdejším prezidentem Hasanem Rúháním. V červnu 2021 vyhrál prezidentské volby už v prvním kole se ziskem téměř 62 % hlasů, především díky podpoře vlivné Rady dohlížitelů a konzervativního duchovního vůdce Chameneího a také kvůli tomu, že značná část liberálních voličů volby bojkotovala. Vystřídal prezidenta Rúháního, který byl v úřadu od roku 2013 a po dvou funkčních obdobích již nemohl znovu kandidovat. Ze strany USA byly na Raísího uvaleny sankce kvůli jeho podílu na popravách politických vězňů v roce 1988.
Dne 19. května 2024 zahynul prezident Raisí spolu s dalšími osmi či sedmi lidmi při havárii vrtulníku Bell 212 poblíž města Varzakan v íránské provincii Východní Ázerbájdžán.

## Politická kariéra
Jako student náboženství a islámského práva se v roce 1979 angažoval během islámské revoluce. Už o rok později zahájil svou kariéru v novém systému islámského práva. V roce 1988 byl přímo odpovědný za hromadné popravy opozičních aktivistů, například z hnutí Lidových mudžahedínů.
V roce 2004 byl jmenován zástupcem generálního prokurátora a zaujal tak jednu z nejvyšších pozic v íránském soudním systému. V roce 2005 mu tehdejší prezident Mahmúd Ahmadínežád nabídl vlivný post ministra informací a bezpečnosti, avšak Raísí to odmítl. V roce 2006 byl zvolen do Sněmovny znalců za severovýchodní provincii Chorásán Razaví.
V srpnu 2014 se stal generálním prokurátorem (nejvyšším státním zástupcem) Íránu. Nicméně 1. dubna 2016 se této funkce vzdal poté, co se stal ředitelem nejbohatší islámské náboženské nadace Astan Kuds Rázaví. Tato organizace spravuje podle západních zdrojů 11 až 40 % íránského HDP a rozděluje výnosy z prodeje ropy chudým a také pozůstalým po „mučednících“ íránsko-irácké války z let 1980 až 1988.
Od roku 2017 byl Raísí všeobecně považován za nejpravděpodobnějšího nástupce duchovního vůdce ajatolláha Alího Chameneího a měl silnou podporu Íránských revolučních gard i konzervativních ekonomických kruhů. Přesto už v prvním kole prezidentských voleb podlehl Hasanu Rúhánímu, který svůj mandát obhájil se ziskem 57 % hlasů, zatímco Raísí získal jen 38,5 % hlasů.
V roce 2021 byl prezidentem zvolen už v prvním kole voleb poté, co získal 62 % odevzdaných hlasů. Úřad prezidenta Íránské islámské republiky vykonával od 3. srpna 2021.
Dne 19. května 2024 zahynul ve věku 63 let spolu s dalšími osmi lidmi při havárii vrtulníku poblíž města Varzakan v íránské provincii Východní Ázerbájdžán. Během několika následujících dní probíhaly v rámci uctění jeho památky po celém Íránu pietní shromáždění.